# Hamburger Sport-Verein 1965-1966
Questa voce raccoglie le informazioni riguardanti l'Hamburger Sport-Verein nelle competizioni ufficiali della stagione 1965-1966.

## Stagione
Nella stagione 1965-1966 l'Amburgo, allenato da Georg Gawliczek e Josef Schneider, concluse il campionato di Bundesliga al 9º posto. In Coppa di Germania l'Amburgo fu eliminato ai quarti di finale dal Bayern Monaco.

## Rosa
| N. |                     | Ruolo | Calciatore       |
| -- | ------------------- | ----- | ---------------- |
|    | Germania (bandiera) | P     | Horst Schnoor    |
|    | Germania (bandiera) | P     | Erhard Schwerin  |
|    | Germania (bandiera) | D     | Holger Dieckmann |
|    | Germania (bandiera) | D     | Gerd Krug        |
|    | Germania (bandiera) | D     | Jürgen Kurbjuhn  |
|    | Germania (bandiera) | D     | Jochen Meinke    |
|    | Germania (bandiera) | D     | Erwin Piechowiak |
|    | Germania (bandiera) | D     | Helmut Sandmann  |
|    | Germania (bandiera) | D     | Willi Schulz     |
|    | Germania (bandiera) | D     | Dieter Strauß    |
|    | Germania (bandiera) | C     | Harry Bähre      |
|    | Germania (bandiera) | C     | Horst Dehn       |

| N. |                      | Ruolo | Calciatore          |
| -- | -------------------- | ----- | ------------------- |
|    | Germania (bandiera)  | C     | Willi Giesemann     |
|    | Germania (bandiera)  | C     | Egon Horst          |
|    | Germania (bandiera)  | C     | Dieter Seeler       |
|    | Germania (bandiera)  | C     | Peter Wulf          |
|    | Germania (bandiera)  | A     | Bernd Dörfel        |
|    | Germania (bandiera)  | A     | Charly Dörfel       |
|    | Ungheria (bandiera)  | A     | Andreas Mate        |
|    | Finlandia (bandiera) | A     | Juhani Peltonen     |
|    | Germania (bandiera)  | A     | Manfred Pohlschmidt |
|    | Germania (bandiera)  | A     | Rolf Schwartau      |
|    | Germania (bandiera)  | A     | Uwe Seeler          |
|    | Germania (bandiera)  | A     | Claus Vogler        |

## Organigramma societario
Area tecnica
- Allenatore: Josef Schneider
- Allenatore in seconda:
- Preparatore dei portieri:
- Preparatori atletici:

## Calciomercato

### Sessione estiva
| Acquisti | Acquisti            | Acquisti        | Acquisti |
| R.       | Nome                | da              | Modalità |
| -------- | ------------------- | --------------- | -------- |
| C        | Egon Horst          | Schalke 04      |          |
| A        | Manfred Pohlschmidt | Preußen Münster |          |
| D        | Willi Schulz        | Schalke 04      |          |

| Cessioni | Cessioni           | Cessioni          | Cessioni |
| R.       | Nome               | a                 | Modalità |
| -------- | ------------------ | ----------------- | -------- |
| D        | Lothar Kröpelin    | Holstein Kiel     |          |
| D        | Heiko Kurth        | Altona 93         |          |
| D        | Hubert Stapelfeldt | Eintracht Treviri |          |
| A        | Peter Woldmann     | Eintracht Treviri |          |

## Risultati

### Bundesliga

#### Girone di andata
| Arbitro: | Baumgärtel |

|                         |           |  |
| Lechner 25’ Huberts 56’ | Marcatori |  |

| Arbitro: | Handwerker |

|                       |           |          |
| Peltonen 21’ Dehn 67’ | Marcatori | 20’ Moll |

| Arbitro: | Tschenscher |

|             |           |                 |
| Wingert 78’ | Marcatori | 12’ Pohlschmidt |

| Arbitro: | Thier |

|                                                              |           |            |
| Piechowiak 50’ Dörfel 54’ Pohlschmidt 63’, 81’ Dieckmann 72’ | Marcatori | 66’ Engler |

| Arbitro: | Fork |

|                 |           |                                         |
| Wischnowsky 41’ | Marcatori | 1’ Wulf 19’, 85’ Pohlschmidt 82’ Seeler |

| Arbitro: | Fritz |

|                                                            |           |  |
| Dörfel 2’ Pohlschmidt 6’ Wulf 27’ Seeler 80’ Dieckmann 90’ | Marcatori |  |

| Arbitro: | Fischer |

|               |           |                              |
| Held 44’, 72’ | Marcatori | 32’ Peltonen 58’ Pohlschmidt |

| Arbitro: | Jacobi |

|                       |           |            |
| Neuser 20’ Pliska 42’ | Marcatori | 36’ Seeler |

| Arbitro: | Hennig |

|  |           |                                            |
|  | Marcatori | 9’, 78’ Nafziger 19’ Müller 81’ Brenninger |

| Arbitro: | Weyland |

|                                                   |           |  |
| Flachenecker 26’, 81’ Strehl 62’, 66’, 77’ (rig.) | Marcatori |  |

| Arbitro: | Thier |

|                     |           |             |
| Dörfel 61’ Wulf 88’ | Marcatori | 8’ Rodekamp |

| Arbitro: | Tschenscher |

|                       |           |          |
| Wrenger 8’ Rummel 33’ | Marcatori | 18’ Wulf |

| Arbitro: | Baumgärtel |

|                                       |           |               |
| Wulf 18’, 90’ Peltonen 58’ Dörfel 60’ | Marcatori | 75’ Entenmann |

| Arbitro: | Kreitlein |

|                                 |           |                 |
| Rühl 46’ Krämer 55’ Schmidt 75’ | Marcatori | 78’ Pohlschmidt |

| Arbitro: | Jacobi |

|                      |           |                     |
| Pohlschmidt 52’, 90’ | Marcatori | 31’ Löhr 72’ Müller |

| Arbitro: | Niemeyer |

|                                  |           |  |
| Danielsen 14’ Höttges 17’ (rig.) | Marcatori |  |

| Arbitro: | Hennig |

|            |           |                              |
| Dörfel 73’ | Marcatori | 67’ Brunnenmeier 80’ Grosser |

#### Girone di ritorno
| Arbitro: | Thier |

|  |           |          |
|  | Marcatori | 73’ Solz |

| Arbitro: | Seekamp |

|              |           |                                                            |
| Krafczyk 37’ | Marcatori | 23’ Dörfel 30’ Giesemann 66’ (rig.) Pohlschmidt 83’ Strauß |

| Arbitro: | Schreiner |

|                                       |           |  |
| Pohlschmidt 54’ Dörfel 71’ Seeler 88’ | Marcatori |  |

| Arbitro: | Fischer |

|  |           |                                          |
|  | Marcatori | 9’ Dörfel 58’ Krug 62’ Dörfel 73’ Seeler |

| Arbitro: | Siepe |

|                                                                           |           |  |
| Krug 2’, 52’ Pohlschmidt 4’, 44’, 68’, 70’ (rig.) Dörfel 36’ Peltonen 55’ | Marcatori |  |

| Mönchengladbach 26 febbraio 1966, ore 15:00 CET 23ª giornata | Borussia M'gladbach | 0 – 0 referto | Amburgo | Bökelbergstadion (33 000 spett.)\| Arbitro: \| Handwerker \| |
| Arbitro:                                                     | Handwerker          |               |         |                                                              |

| Arbitro: | Kreitlein |

|            |           |            |
| Dörfel 46’ | Marcatori | 32’ Cyliax |

| Arbitro: | Wengenmayer |

|                |           |          |
| Pohlschmidt 5’ | Marcatori | 56’ Pyka |

| Arbitro: | Weyland |

|                                      |           |  |
| Ohlhauser 9’ Werner 63’ Nafziger 90’ | Marcatori |  |

| Arbitro: | Baumgärtel |

|  |           |                       |
|  | Marcatori | 17’ Strehl 65’ Brungs |

| Hannover 2 aprile 1966, ore 16:00 CET 28ª giornata | Hannover 96 | 0 – 0 referto | Amburgo | Niedersachsenstadion (38 000 spett.)\| Arbitro: \| Schreiner \| |
| Arbitro:                                           | Schreiner   |               |         |                                                                 |

| Arbitro: | Thier |

|                                           |           |           |
| Seeler 14’, 38’, 49’ Giesemann 48’ (rig.) | Marcatori | 2’ Rummel |

| Arbitro: | Regely |

|            |           |                              |
| Eisele 66’ | Marcatori | 35’, 86’ Dörfel 54’ Kurbjuhn |

| Arbitro: | Riegg |

|                     |           |  |
| Wulf 67’ Seeler 83’ | Marcatori |  |

| Arbitro: | Siebert |

|                                               |           |            |
| Rumor 40’ Löhr 41’, 43’ Müller 71’ Hornig 85’ | Marcatori | 60’ Seeler |

| Arbitro: | Jacobi |

|                 |           |                                           |
| Pohlschmidt 32’ | Marcatori | 25’ Soya 33’ (aut.) Piechowiak 56’ Schulz |

| Arbitro: | Schmidt |

|                 |           |            |
| Brunnenmeier 5’ | Marcatori | 77’ Seeler |

### Coppa di Germania
| Arbitro: | Malka |

|                             |           |                                                 |
| Siemensmeyer 67’ Gräber 78’ | Marcatori | 1’ Dörfel 4’ Krug 16’ Pohlschmidt 89’ Dieckmann |

| Arbitro: | Hoffmann |

|                                            |           |  |
| Dörfel 48’, 67’ Seeler 53’ Pohlschmidt 68’ | Marcatori |  |

| Arbitro: | Fritz |

|              |           |                                     |
| Kurbjuhn 27’ | Marcatori | 10’ (aut.) Dieckmann 58’ Brenninger |

## Statistiche

### Statistiche di squadra
| Competizione      | Punti | In casa | In casa | In casa | In casa | In casa | In casa | In trasferta | In trasferta | In trasferta | In trasferta | In trasferta | In trasferta | Totale | Totale | Totale | Totale | Totale | Totale | DR  |
| Competizione      | Punti | G       | V       | N       | P       | Gf      | Gs      | G            | V            | N            | P            | Gf           | Gs           | G      | V      | N      | P      | Gf     | Gs     | DR  |
| ----------------- | ----- | ------- | ------- | ------- | ------- | ------- | ------- | ------------ | ------------ | ------------ | ------------ | ------------ | ------------ | ------ | ------ | ------ | ------ | ------ | ------ | --- |
| Bundesliga        | 34    | 17      | 9       | 3       | 5       | 41      | 21      | 17           | 4            | 5            | 8            | 23           | 31           | 34     | 13     | 8      | 13     | 64     | 52     | +12 |
| Coppa di Germania | -     | 2       | 1       | 0       | 1       | 5       | 2       | 1            | 1            | 0            | 0            | 4            | 2            | 3      | 2      | 0      | 1      | 9      | 4      | +5  |
| Totale            | 34    | 19      | 10      | 3       | 6       | 46      | 23      | 18           | 5            | 5            | 8            | 27           | 33           | 37     | 15     | 8      | 14     | 73     | 56     | +17 |

### Andamento in campionato
| Giornata  | 1  | 2  | 3 | 4 | 5 | 6 | 7 | 8 | 9 | 10 | 11 | 12 | 13 | 14 | 15 | 16 | 17 | 18 | 19 | 20 | 21 | 22 | 23 | 24 | 25 | 26 | 27 | 28 | 29 | 30 | 31 | 32 | 33 | 34 |
| --------- | -- | -- | - | - | - | - | - | - | - | -- | -- | -- | -- | -- | -- | -- | -- | -- | -- | -- | -- | -- | -- | -- | -- | -- | -- | -- | -- | -- | -- | -- | -- | -- |
| Luogo     | T  | C  | T | C | T | C | T | T | C | T  | C  | T  | C  | T  | C  | T  | C  | C  | T  | C  | T  | C  | T  | C  | C  | T  | C  | T  | C  | T  | C  | T  | C  | T  |
| Risultato | P  | V  | N | V | V | V | N | P | P | P  | V  | P  | V  | P  | N  | P  | P  | P  | V  | V  | V  | V  | N  | N  | N  | P  | P  | N  | V  | V  | V  | P  | P  | N  |
| Posizione | 16 | 10 | 9 | 7 | 4 | 3 | 4 | 5 | 7 | 9  | 8  | 10 | 8  | 9  | 10 | 11 | 11 | 12 | 12 | 9  | 9  | 7  | 8  | 8  | 8  | 8  | 9  | 9  | 9  | 8  | 8  | 9  | 9  | 9  |

Legenda:

Luogo: C = Casa; T = Trasferta. Risultato: V = Vittoria; N = Pareggio; P = Sconfitta.

### Statistiche dei giocatori
| Giocatore      | Bundesliga | Bundesliga | Bundesliga  | Bundesliga | Coppa di Germania | Coppa di Germania | Coppa di Germania | Coppa di Germania | Totale   | Totale | Totale      | Totale     |
| Giocatore      | Presenze   | Reti       | Ammonizioni | Espulsioni | Presenze          | Reti              | Ammonizioni       | Espulsioni        | Presenze | Reti   | Ammonizioni | Espulsioni |
| -------------- | ---------- | ---------- | ----------- | ---------- | ----------------- | ----------------- | ----------------- | ----------------- | -------- | ------ | ----------- | ---------- |
| H. Bähre       | 14         | 0          | 0           | 0          | 0                 | 0                 | 0                 | 0                 | 14       | 0      | 0           | 0          |
| H. Dehn        | 2          | 1          | 0           | 0          | 0                 | 0                 | 0                 | 0                 | 2        | 1      | 0           | 0          |
| H. Dieckmann   | 20         | 2          | 0           | 0          | 2                 | 1                 | 0                 | 0                 | 22       | 3      | 0           | 0          |
| B. Dörfel      | 29         | 7          | 0           | 0          | 3                 | 2                 | 0                 | 0                 | 32       | 9      | 0           | 0          |
| C. Dörfel      | 27         | 6          | 0           | 1          | 3                 | 1                 | 0                 | 0                 | 30       | 7      | 0           | 1          |
| W. Giesemann   | 19         | 2          | 0           | 0          | 3                 | 0                 | 0                 | 0                 | 22       | 2      | 0           | 0          |
| E. Horst       | 25         | 0          | 0           | 0          | 1                 | 0                 | 0                 | 0                 | 26       | 0      | 0           | 0          |
| G. Krug        | 12         | 3          | 0           | 0          | 3                 | 1                 | 0                 | 0                 | 15       | 4      | 0           | 0          |
| J. Kurbjuhn    | 33         | 1          | 0           | 0          | 3                 | 1                 | 0                 | 0                 | 36       | 2      | 0           | 0          |
| A. Mate        | 0          | 0          | 0           | 0          | 0                 | 0                 | 0                 | 0                 | 0        | 0      | 0           | 0          |
| J. Meinke      | 0          | 0          | 0           | 0          | 0                 | 0                 | 0                 | 0                 | 0        | 0      | 0           | 0          |
| J. Peltonen    | 21         | 4          | 0           | 0          | 0                 | 0                 | 0                 | 0                 | 21       | 4      | 0           | 0          |
| E. Piechowiak  | 16         | 1          | 0           | 0          | 0                 | 0                 | 0                 | 0                 | 16       | 1      | 0           | 0          |
| M. Pohlschmidt | 29         | 18         | 0           | 0          | 3                 | 2                 | 0                 | 0                 | 32       | 20     | 0           | 0          |
| H. Sandmann    | 18         | 0          | 0           | 0          | 2                 | 0                 | 0                 | 0                 | 20       | 0      | 0           | 0          |
| H. Schnoor     | 31         | 0          | 0           | 0          | 2                 | 0                 | 0                 | 0                 | 33       | 0      | 0           | 0          |
| W. Schulz      | 24         | 0          | 0           | 0          | 3                 | 0                 | 0                 | 0                 | 27       | 0      | 0           | 0          |
| R. Schwartau   | 1          | 0          | 0           | 0          | 0                 | 0                 | 0                 | 0                 | 1        | 0      | 0           | 0          |
| E. Schwerin    | 3          | 0          | 0           | 0          | 1                 | 0                 | 0                 | 0                 | 4        | 0      | 0           | 0          |
| D. Seeler      | 0          | 0          | 0           | 0          | 0                 | 0                 | 0                 | 0                 | 0        | 0      | 0           | 0          |
| U. Seeler      | 23         | 11         | 0           | 0          | 2                 | 1                 | 0                 | 0                 | 25       | 12     | 0           | 0          |
| D. Strauß      | 11         | 1          | 0           | 0          | 2                 | 0                 | 0                 | 0                 | 13       | 1      | 0           | 0          |
| C. Vogler      | 0          | 0          | 0           | 0          | 0                 | 0                 | 0                 | 0                 | 0        | 0      | 0           | 0          |
| P. Wulf        | 16         | 7          | 0           | 0          | 0                 | 0                 | 0                 | 0                 | 16       | 7      | 0           | 0          |